# Grumman E-1 Tracer

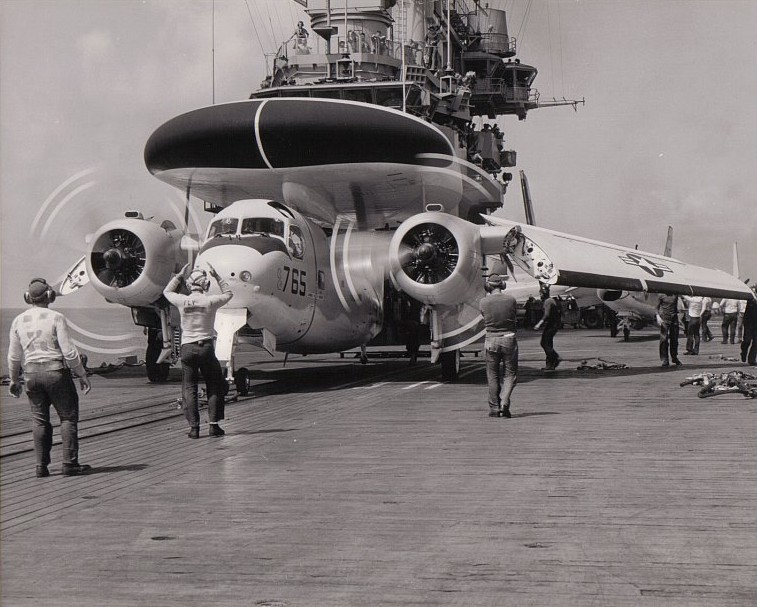
De vleugels worden neergeklapt voor de start.

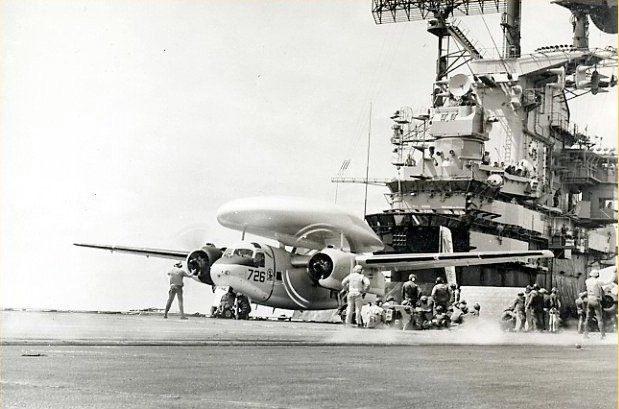
Een E-1B gereed voor de start.

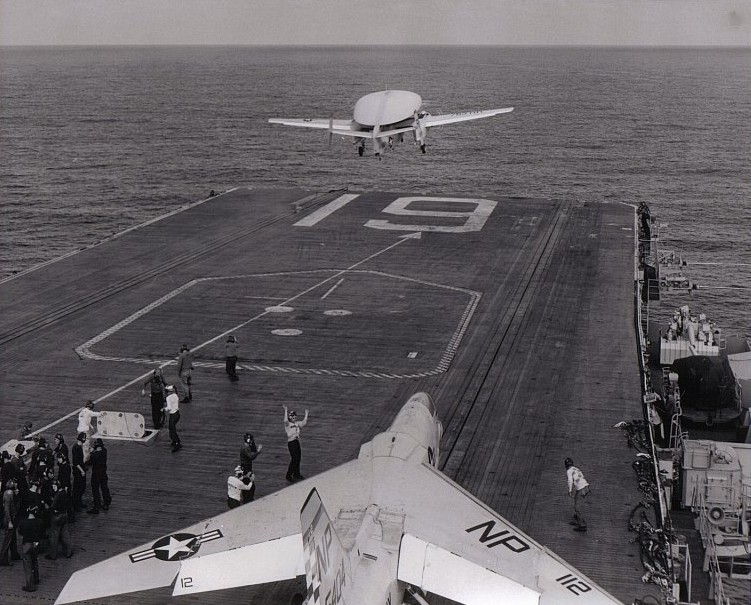
En meteen daarna. De radome is zichtbaar.

De Grumman E-1 Tracer (oorspronkelijk: Grumman WF-2 Tracer) was het eerste vliegtuig dat speciaal werd gebouwd voor airborne early warning taken en dat door de Amerikaanse marine werd gebruikt.

## Geschiedenis
Het toestel werd gebouwd door de Amerikaanse fabrikant Grumman ter vervanging van de Grumman Avenger en Guardian. Het toestel stamde rechtstreeks af van de Grumman C-1 Trader transporter en de Grumman S-2 Tracker onderzeebootbestrijder en maakte in 1957 zijn eerste vlucht.
Het verschil t.o.v. de Trader en de Tracker bestond uit een grote radome boven de romp, uit het ontbreken van de grote enkele staart en uit de vervanging hiervan door een kleinere dubbele staart.
Grumman kentekende het toestel als de Grumman WF-2 en later als E-1; de US Navy gaf het de naam Tracer (speurder) en de bemanningen reageerden weer op hun eigen manier. Het toestel stamde af van de Grumman S-2 Tracker die bekendstond onder de bijnaam Stoof (van S-2F). De Tracer kreeg dus vanwege de boven de romp geplaatste grote platte radome de bijnaam Stoof with a Roof!
In 1958 werd het toestel operationeel met een bemanning van 4 personen: 1 gezagvoerder, 1 vlieger en 2 intercept controllers.
De standaard Tracer was uitgerust met de Hazeltine AN/APS-82 radar met de antenne in een radome. Deze antenne was zodanig gestabiliseerd dat een uitstekend hoogtebeeld van het doel kon worden gerealiseerd. De Hazeltine radar maakte gebruik van het Airborne Moving Target Indicator-systeem (AMTI). Met dit systeem werd de Dopplershift in de weerkaatste (reflected) radarenergie gebruikt om vliegtuigen te onderscheiden van de achtergrondecho's, zogenaamde clutter, die door de golven in het water werd veroorzaakt.
Het zichtbaar maken van een bewegend object tegen een statische achtergrond was in die jaren slechts mogelijk middels apparatuur van hoogstaand technologisch niveau. Het radar relais werkte dan ook in de UHF-band in plaats van de in die tijd nog gebruikelijke VHF-band.
Er werden totaal 88 WF-2 en E-1B Tracers voor de US Navy door Grumman gebouwd. Het toestel was operationeel in de periode van 1958 – 1977 en werd vervangen door de Grumman E-2 Hawkeye.

## Versies
- XWF-1 Basis ontwerpstudie voor een Airborne Early Warning versie van de Grumman S2F-1 Tracker; nooit gebouwd.
- WF-2 Airborne Early Warning versie van de Grumman TF-1 Trader, in 1962 hernoemd in E-1B; 88 geleverd.
- E-1B In 1962 hernoemde WF-2.

Omdat de Tracer ook in het buitenland de aandacht trok werkte Grumman in 1959 aan een ontwerp, de G-117B, dat aan de specificaties van de Zweedse luchtmacht zou voldoen. Hierbij zou ook Zweedse apparatuur in het toestel worden geplaatst. Dit leidde echter niet tot buitenlandse leveringen.